# Chikkakunthur, Malur
Chikkakunthur là một làng thuộc tehsil Malur, huyện Kolar, bang Karnataka, Ấn Độ.